# Rooibos
Rooibos (gesprochen „Roiboss“ in zwei Silben; eingedeutscht Rotbusch oder Roibusch, wissenschaftlicher Name Aspalathus linearis) ist eine Pflanzenart, die zur Familie der Hülsenfrüchtler (Fabaceae) gehört. Sie gedeiht ursprünglich in den westlichen Bergregionen der südafrikanischen Provinz Westkap.
Ausleseformen von Aspalathus linearis werden zur Gewinnung von Rooibos-Tee angebaut. Dieser ist im südlichen Afrika ein beliebtes koffeinfreies Getränk.
Seit Mai 2021 ist "Rooibos / Red Bush" die erste geschützte Ursprungsbezeichnung (g.U./PDO) der Europäischen Union für ein afrikanisches Produkt.

## Beschreibung

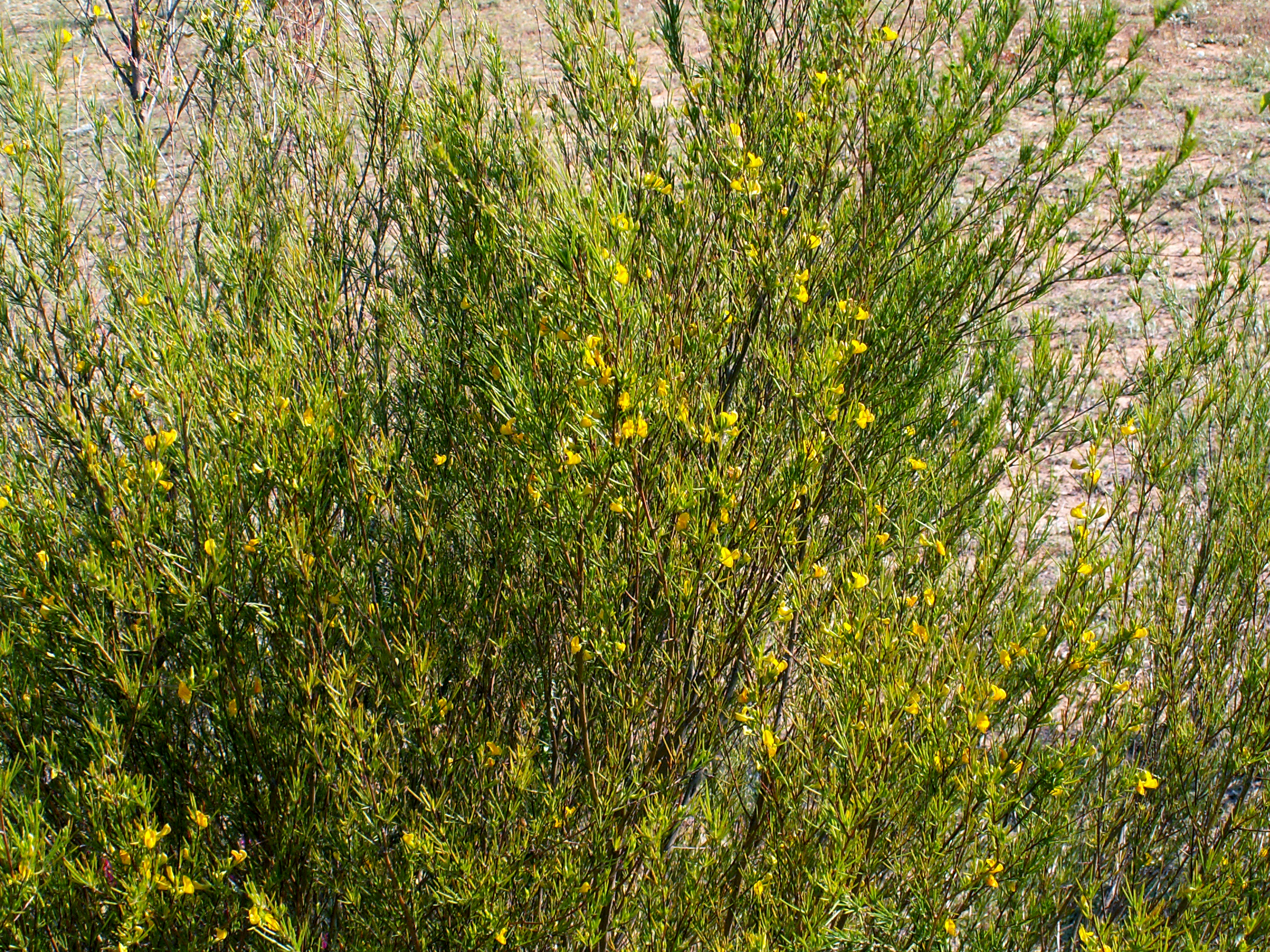
Habitus eines Exemplars auf einer Teefarm bei Clanwilliam, Südafrika

### Vegetative Merkmale
Bei Aspalathus linearis handelt es sich um einen sehr variablen Strauch, der Wuchshöhen von 1 bis 2 Metern erreicht. Er besitzt aufrechte bis ausgebreitete, rutenartige Zweige, an denen sich dünne Ästchen befinden. Die Rinde junger Zweige ist oft rötlich. Die büschelig und meist nahe zusammenstehend angeordneten, sitzenden, meist kahlen Laubblätter sind grün, etwa 1 mm dick und 1,5 bis 6 cm lang, besitzen etwa die Form von Kiefernnadeln, sind allerdings sehr weich. Es sind keine Nebenblätter vorhanden.

### Generative Merkmale
Die Blütezeit liegt im südafrikanischen Frühling bis frühen Sommer. Die kurz gestielten Blüten stehen einzeln oder in dichten Gruppen an den Enden der Zweige. Die zwittrigen Schmetterlingsblüten sind zygomorph und fünfzählig mit doppelter Blütenhülle. Die fünf Kronblätter sind gelb. Die 10 Staubblätter sind zu 2/3 in der Länge verwachsen mit ungleichen Antheren.
Die relativ kleine, schmale Hülsenfrucht enthält meist einen oder zwei harte Samen.

## Namensgebung
In Südafrika gilt dieser Tee als Nationalgetränk und wird auf Afrikaans meist als rooibostee ([rɔːibɔs]) bezeichnet (aus rooi für rot und bos für Busch; im deutschsprachigen Raum hat sich auch „bosch“ als niederländische Aussprache von bos verbreitet). In Europa gibt es neben Rotbuschtee und redbush tea oft verwirrende Bezeichnungen wie Rooibusch-, Rotbuschsie-, Redbos- und Koopmanstee (Afrikaans Koopman = Kaufmann) oder gar Massaitee, obwohl Rotbusch keinerlei Bezug zum Volksstamm der Massai hat. Die Bezeichnung Buschmanntee hat allerdings einen historischen Hintergrund, da Rooibos zunächst von den Khoisan genutzt worden sein soll.

## Geschichte
Es ist nicht geklärt, seit wann der Rotbusch von den Menschen in den Zederbergen nördlich von Kapstadt genutzt wird. Im 16. Jahrhundert findet sich in einer Wiener pharmazeutischen Schrift das Wort Aspalathum für das Aspalathholz (bezeichnet auch als „Fremdländisches Holz“), dessen Stammpflanze laut Zekert (1938) aber unsicher sei. Vor mehr als 300 Jahren entdeckten die Bewohner der Zederberge, dass sie aus den nadelartigen Blättern des Rooibos ein erfrischendes Getränk herstellen konnten. Geerntet wurde die Pflanze mithilfe von Äxten, danach wurden die Blätter mit Hämmern bearbeitet und zum Fermentieren aufgehäuft. Anschließend wurden sie zum Trocknen in die Sonne gelegt. 1772 berichtete der Botaniker Carl Peter Thunberg vom Rooibos als Tee und Heilpflanze der Khoisan. 1904 beobachtete der russische Teehändler Benjamin Ginsberg die Einheimischen bei der Teezubereitung und verstand es, den Handel und die Vermarktung von Rooibos vor allem in Südafrika, aber auch in Europa zu etablieren. Ginsberg wurde der erste Exporteur von Rooibos, seine Familie beteiligt sich seit vielen Generationen in der europäischen Tee-Industrie und an der Vermarktung des Rooibos. Im frühen 20. Jahrhundert begann der Arzt und Naturliebhaber Petter le Fras Nortier, diesen aromatischen Tee und seinen medizinischen Wert zu erforschen. 1930 entwickelte er gemeinsam mit den ansässigen Farmern Methoden zur feldmäßigen Kultur des Rooibos.
Im Jahr 1968 brachte Annique Theron ein Buch über die beruhigende Wirkung des Tees bei Koliken von Babys heraus. 1984 sorgte der Rooibos als Anti-Aging-Produkt in Japan für Schlagzeilen. Seit 1995 gibt es auch grünen Rooibos, der vom Agricultural Research Council (Infruitec) in Südafrika gezüchtet wurde, und im Jahr 2006 kam eine weitere Innovation in Form eines Tee Espresso auf den Markt, der in Coffee-Shops und im Einzelhandel erhältlich ist.

## Vorkommen und Anbau
Das natürliche Verbreitungsgebiet von Aspalathus linearis liegt in der südafrikanischen Provinz Westkap im Winterregengebiet von im Norden etwa bei Vanrhynsdorp bis zur Kap-Halbinsel und dem Betty’s-Bay-Gebiet im Süden. Dieses Gebiet weist kalte feuchte Winter und heiße trockene Sommer mit etwa 300 bis 350 mm Jahresniederschlag auf. Der Anbau von Rooibos-Sträuchern erfolgt mit selektierten Formen dieser Art, die hauptsächlich in den Zederbergen (Kap-Faltengürtel) gefunden wurden. Die Rooibos-Plantagen befinden sich auf sandigen Böden in den Tälern des Olifants, Breede und Hex Rivers.
Der Rooibos wird weltweit ausschließlich im Gebiet der Zederberge etwa 200 km nördlich von Kapstadt, rund um die Städte Clanwilliam und Citrusdal angebaut. Die Farmer säen im Februar und März aus und pflanzen im Juli die Keimlinge in die Plantagen. Zur Ernte muss ein Strauch etwa 12 bis 18 Monate alt sein. Die Sträucher werden einmal im Jahr von Dezember bis April beerntet. Die Sträucher werden etwa fünf Jahre lang beerntet und dann gerodet; danach werden neue Sträucher gepflanzt.
Seit Mai 2021 ist die Bezeichnung Rooibos in der EU für Lebensmittel mit geschütztem Ursprung (g.U.) registriert. Als Anbauregion sind in der Provinz Westkap die Gemeinden Bergrivier, Breede Valley, Cape Agulhas, Cederberg, City of Cape Town, Drakenstein, Langeberg, Matzikamma, Overstrand, Saldanha Bay, Stellenbosch, Swartland, Swellendam, Theewaterskloof und Witzenberg und in der Provinz Nordkap die Gemeinde Hantam angegeben worden.

## Ernte, Verarbeitung und Vermarktung

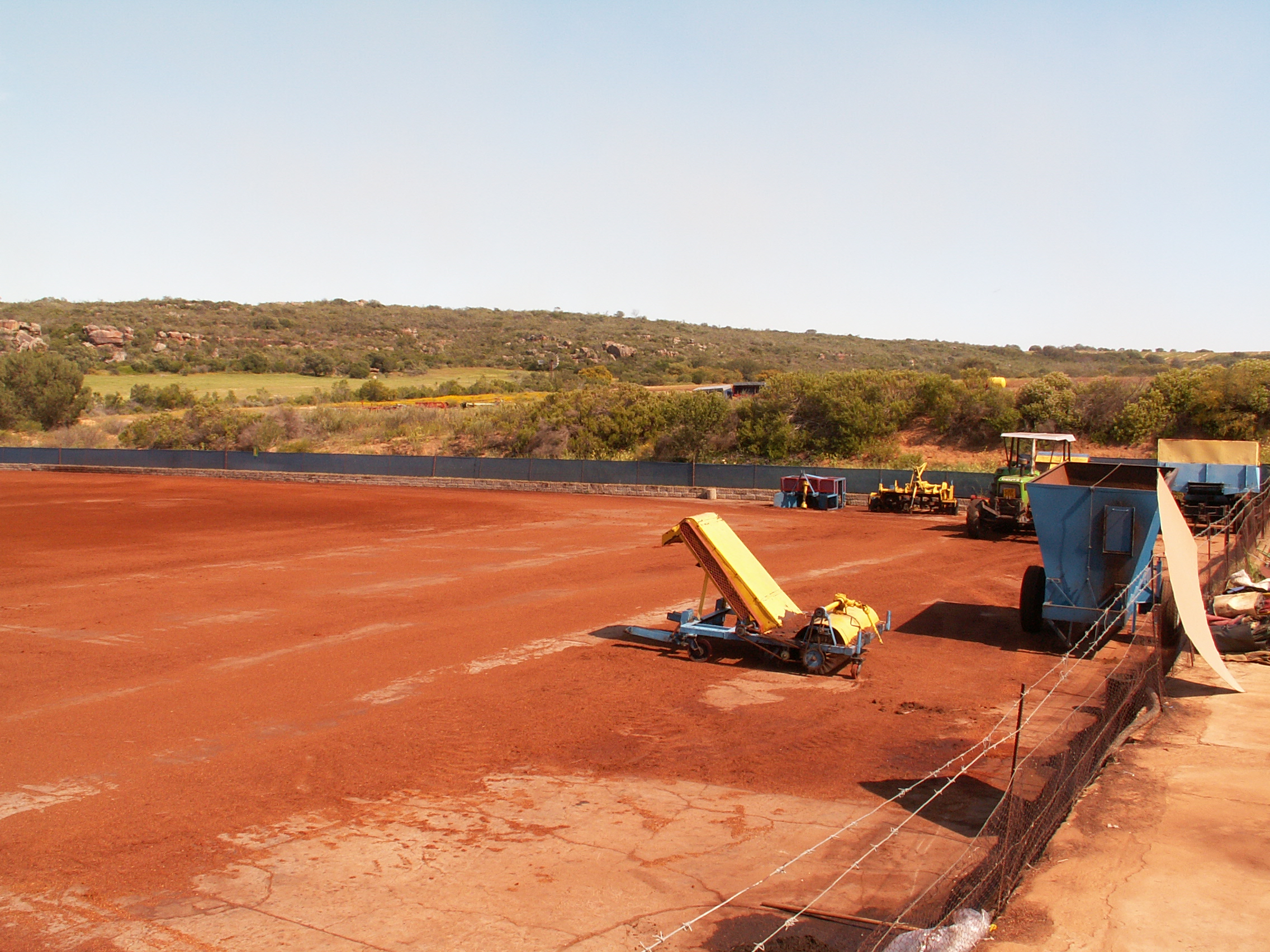
Rooibos-Farm in Clanwilliam, hier wird Rooibos-Rohware getrocknet

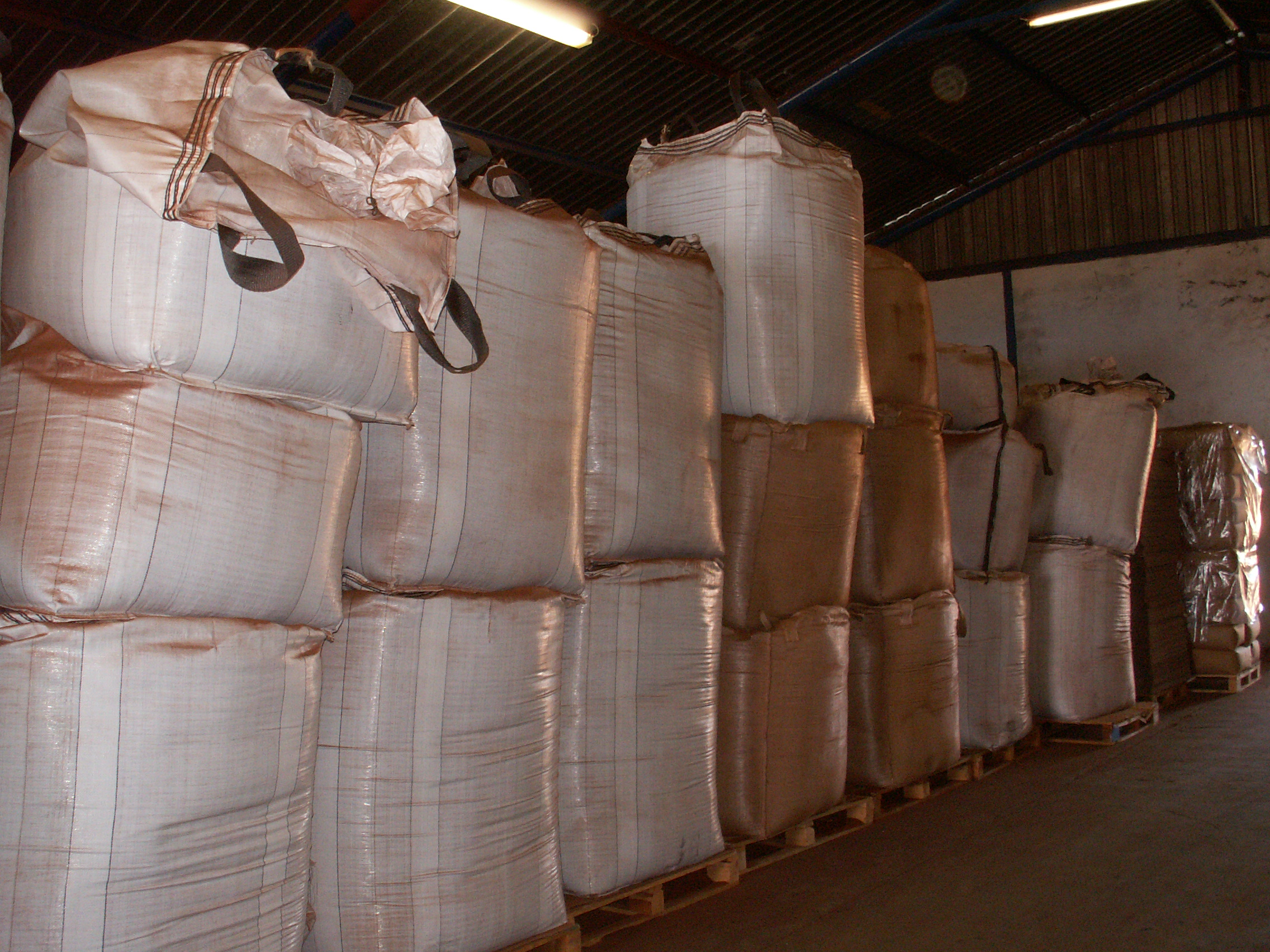
Rooibos-Farm in Clanwilliam, Lagerhalle für Rooibos-Rohtee

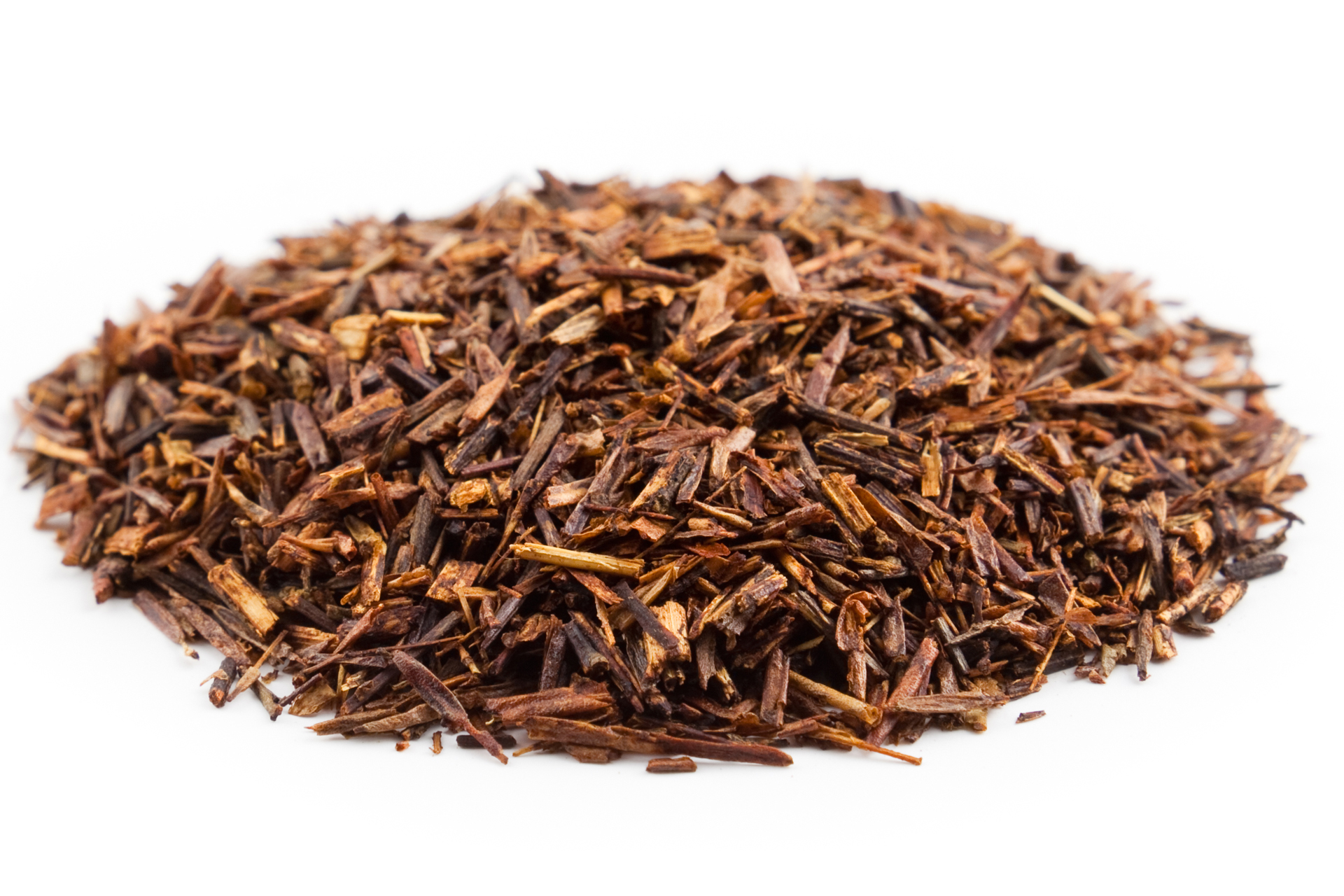
Getrockneter und geschnittener Rooibos

Die Erntemethode ist weitgehend die gleiche wie schon in den Anfängen der Kultur. Die Ernte der Rooiboszweige erfolgt in der Wachstumsruhephase des Strauches vom Sommer bis zum Frühherbst. Maschinen kommen zwar zum Einsatz, überwiegend wird aber von Hand mit der Sichel geerntet. Die schonendste Erntemethode ist, nur die jungen Zweige zu schneiden. Die älteren Zweige verbleiben an den Sträuchern, die dadurch jedes Jahr größer werden.
Die abgeschnittenen Zweige werden gebündelt zur Sammelstelle gebracht. Das Erntegut wird sehr fein gehackt und dann gequetscht, um die Fermentation in Gang zu setzen, die zur typischen Farbe und zum Geschmack des Rooibos-Tees führt. Die geschnittenen und gequetschten Zweigstücke werden mit Wasser befeuchtet. Die feuchte Masse durchläuft für acht bis 24 Stunden eine durch das warme Klima begünstigte Fermentation. Bei diesem Prozess, der auch als Oxidation bezeichnet werden könnte, werden Inhaltsstoffe zum Teil zersetzt, zum Teil verändert. Nach dem Wässern und Lüften wird der Tee in Haufen gelagert und dabei erhält er seine typische rötlich-braune Farbe und süßes, fruchtiges Aroma. Wenn dieser Prozess abgeschlossen ist, wird der Tee auf großen Flächen zum Trocknen in der Sonne ausgebreitet.
Danach erfolgt eine Sortierung des Tees nach Länge, Farbe und Geschmack. Zum Abschluss wird der Rooibostee gewogen, in große Gebinde verpackt und an die Firmen verkauft, die unter ihrem Handelsnamen diesen Tee für den Endverbrauch in Teebeutel oder als lose Ware abpacken.
Grüner Rooibostee unterscheidet sich dadurch, dass durch schonendsten Umgang mit den geernteten Rooiboszweigen eine Fermentation vermieden wird: Die Pflanzen werden vorsichtig geschnitten, die Zweige sorgfältig und lose gebündelt und sofort nach dem Schnitt ohne Zugabe von Wasser getrocknet. Während der Trocknungszeit muss ein kontinuierliches Wenden und Bewegen sichergestellt werden. Nach der Trocknung erfolgt noch die Reinigung mittels Sieben. Der grüne Rooibostee hat einen wesentlich milderen und leichteren Geschmack als der fermentierte Rooibos. Er enthält mehr Pflanzenstoffe (Polyphenole), denen gesundheitsfördernde Eigenschaften zugeschrieben werden.
Der Rooibostee wird weltweit exportiert. In Deutschland besitzt er einen Marktanteil von 7 % am Kräuter- und Früchteteemarkt.

## Inhaltsstoffe
Die Inhaltsstoffe von Aspalathus linearis, unter anderem Phenole und Flavonoide, wurden von Minie und Robert Hegnauer referiert. Von zahlreichen Polyphenolen sind insbesondere die Flavonoide wissenschaftlich gut untersucht. Die mengenmäßig wichtigsten Flavonoide sind das Dihydrochalkon Aspalathin, daneben Isoorientin, Orientin, Rutin, Isovitexin und Vitexin. Diese Inhaltsstoffe des Rooibostees sind auch bioverfügbar, wie eine Studie der Universität Braunschweig aus dem Jahr 2010 belegt. Beim Trocknen und Fermentieren verändert sich die Zusammensetzung. Rooibostee enthält im Gegensatz zu Tee vom Teestrauch (Camellia sinensis) kein Koffein und wenig an Gerbstoffen, wodurch eventuelle negative Folgen wie bitterer Geschmack oder Schlaflosigkeit nicht auftreten.
Eine Tasse Rooibostee enthält etwa:
- 0,07 mg Eisen
- 0,22 mg Fluor
- 7,12 mg Kalium
- 1,09 mg Kalzium
- 0,07 mg Kupfer
- 1,67 mg Magnesium
- 0,04 mg Mangan
- 6,16 mg Natrium
- 0,04 mg Zink
- 99 ätherische Öle

Ob Rooibostee darüber hinaus reich an Vitamin C (Ascorbinsäure) ist, ist umstritten.

## Rückstände
Mitte Oktober 2009 veröffentlichte das Bundesamt für Verbraucherschutz und Lebensmittelsicherheit die Ergebnisse der Lebensmittelüberwachung 2008, in der gezielt Rooibos-Tee überprüft wurde, da er immer wieder durch hohe Pflanzenschutzmittel-Rückstände aufgefallen war. Dabei zeigte sich, dass 75 % der Proben von Rooibos-Tee Rückstände enthielten, diese lagen jedoch nicht über den zulässigen Grenzwerten.
Das Bundesinstitut für Risikobewertung (BfR) fand Pyrrolizidinalkaloide in Rooibos- und anderen Tees, wobei sie in Einzelfällen unerwartet hohe Konzentrationen fand und daher dem Handel zur Untersuchung von Chargen riet. Dabei kam das BfR zu dem Schluss, dass Normalverzehrer keine gesundheitlichen Beeinträchtigungen zu befürchten haben und selbst Vielverzehrer nur knapp über dem empfohlenen Expositionslimit liegen.

## Gefährdung durch den Klimawandel
Wie eine Reportage der Kapstadter Wissenschaftspublizistin Leonie Joubert dokumentiert, sind die Rooibos-Farmen vom Vordringen der Wüsten infolge der weltweiten Erderwärmung zunehmend in ihrer Existenz bedroht. Die mittlere Lebensdauer der Sträucher ist demnach von zwölf auf fünf Jahre zurückgegangen. Forscher der regionalen Organisation Indigo Development & Change versuchen nun, besonders widerstandsfähige wilde Rooibos-Sorten einzukreuzen, die besser an harte Umweltbedingungen angepasst sind als die bisherigen gewerblichen Nutzpflanzen. Stärkere, dürreresistente wilde Arten erreichen demnach ein Lebensalter von bis zu 50 Jahren und überstehen oft lange Trockenheit.

## Systematik
Die Erstveröffentlichung dieser Art erfolgte 1768 unter dem Namen (Basionym) Psoralea linearis durch Nicolaas Laurens Burman in Flora Indica … nec non Prodromus Florae Capensis, S. 22. Rolf Dahlgren stellte sie 1963 in Opera Botanica, Band 9 (1), S. 283 in die Gattung Aspalathus. Weitere Synonyme für Aspalathus linearis (Burm.f.) R.Dahlgren sind: Aspalathus contaminatus auct., Borbonia pinifolia Marloth. Der Gattungsname Aspalathus ist vom griechischen Wort aspalathos abgeleitet, dies war der Name eines in Griechenland gedeihenden duftenden Strauches. Das Artepitheton linearis ist ein lateinisches Wort und bezieht sich auf die lineare Blattform.
Aspalathus linearis gehört zur mehr als 200 Arten zählenden Gattung Aspalathus aus der Tribus Crotalarieae in der Unterfamilie der Faboideae innerhalb der Familie der Fabaceae. Diese Gattung hat ihr Verbreitungsgebiet ausschließlich in Südafrika (Capensis). Zur Teegewinnung wird aber nur die Art Rooibos (Aspalathus linearis) verwendet.